# Общежитие

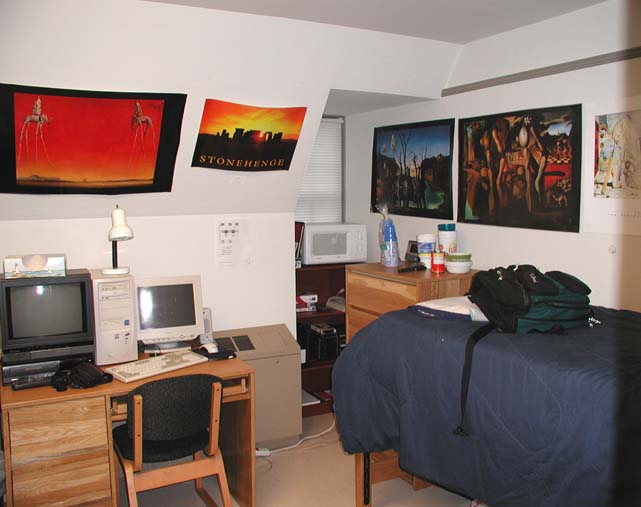
Комната студенческого общежития в США

Общежи́тие (разг. обща́га) — оборудованное для временного (в течение семестра, учебного года, срока службы или вахты) совместного проживания помещение, предоставляемое учебным заведением, предприятием или Министерством Обороны для проживания учащихся, сотрудников предприятия и офицерского состава соответственно. Также общежитием называют здание, в котором находятся такие жилые помещения для совместного проживания. Соответственно, следует различать студенческие, офицерские и рабочие общежития. Жилые помещения в общежитиях предоставляются из расчёта не менее шести квадратных метров жилой площади на одного человека. Согласно этому нормативу, в одной комнате могут проживать несколько человек. Уровень удобств в общежитии обычно довольно низкий, например, обычно на этаж может приходиться по 1-2 туалета, также общие душевые комнаты, одна точка снабжения питьевой водой (кулер) и питьевой горячей водой (кипятильник, чайник, или титан), один на этаж холодильник для личной еды.
Бывают «холостяцкие» общежития, которые подразделяются на «мужские» и «женские», а также «малосемейные общежития».
В Средние века общежития при университетах для бедных студентов (а в России — при духовных училищах и семинариях до 1917 года) назывались бурсой.
Общежитие для студентов университетов может находиться в здании ВУЗа (крайне редко) или в университетском комплексе. Например, главное здание МГУ включает в себя учебный корпус, а также общежития для студентов старших курсов и аспирантов.
В свою очередь, все нынешние общежития между собой можно отличать по форме собственности и по типу планировок:
Формы собственности:
1. Студенческие — принадлежат учебным заведениям (вузам и ссузам) и предназначены для проживания студентов, в большинстве случаев располагаются на территории студенческого городка.
2. Коммерческие (хостелы) — это форма бизнеса — аренда недорогих спальных мест для всех желающих.
3. Рабочие общежития — принадлежат компаниям, в которых проживают их же сотрудники, и, как правило, расположены недалеко от места работы, например, от завода или стройки.
4. Войсковые (офицерские) общежития — принадлежат Министерству обороны, как и войсковые части, предназначены для проживания офицерского состава. Расположены на территории войсковой части, как и казармы.

Типы планировок:
1. Коридорные — каждый этаж общежития представляет собой длинный коридор, по обеим сторонам которого располагаются комнаты. Как правило, в таких общежитиях санузлы и душевые расположены на этаже, общие для всех комнат этажа, в некоторых случаях коридор разделён на несколько частей, и, соответственно, душевые комнаты и туалеты приходятся общими на часть этого коридора.
2. Блочные — всё общежитие разделено на блоки, в каждом блоке несколько комнат со своим общим на блок санузлом.
3. Квартирного типа — общежитие делится на квартиры с отдельными санузлом и кухней. Жилые комнаты квартиры содержат, как правило, несколько двухъярусных кроватей. В настоящее время в городских жилых домах на территории Российской Федерации такой тип временного жилья считается вне закона[3].

## Семейные общежития
«Малосемейные общежития» или «общежития семейного типа» отличаются от других общежитий тем, что в них отдельная семья получала от администрации предприятия и профсоюза ордер (обычно временный, сроком на 30 дней) на поселение в отдельную комнату, без других сожителей в ней, за особые заслуги перед администрацией предприятия, большой стаж работы и выстояв в очереди, а иногда и без неё. В таких общежитиях за отдельной семьёй или жителем официально закреплялась отдельная комната, чего нет в общежитиях других типов. Бытовые условия в малосемейных общежитиях обычно мало отличаются от условий проживания в общежитиях других типов или такие, как в коммуналках, то есть с общей кухней и другими удобствами, которые могут отсутствовать совсем. Статус «малосемейного общежития» не даёт права на приватизацию комнат, что часто служит поводом для перепродажи таких общежитий, в числе других, вместе с их жителями и попыткам новых собственников к выселению проживающих.
В настоящее время такой вид общежитий уходит в прошлое, на их смену давно пришли коммерческие общежития, в распоряжении которых есть несколько комнат (а то и целых блоков) для проживания семьями. Арендовать такие комнаты может любой человек или семья, и для этого необязательно стоять в очередях на получение.

## Рабочие общежития

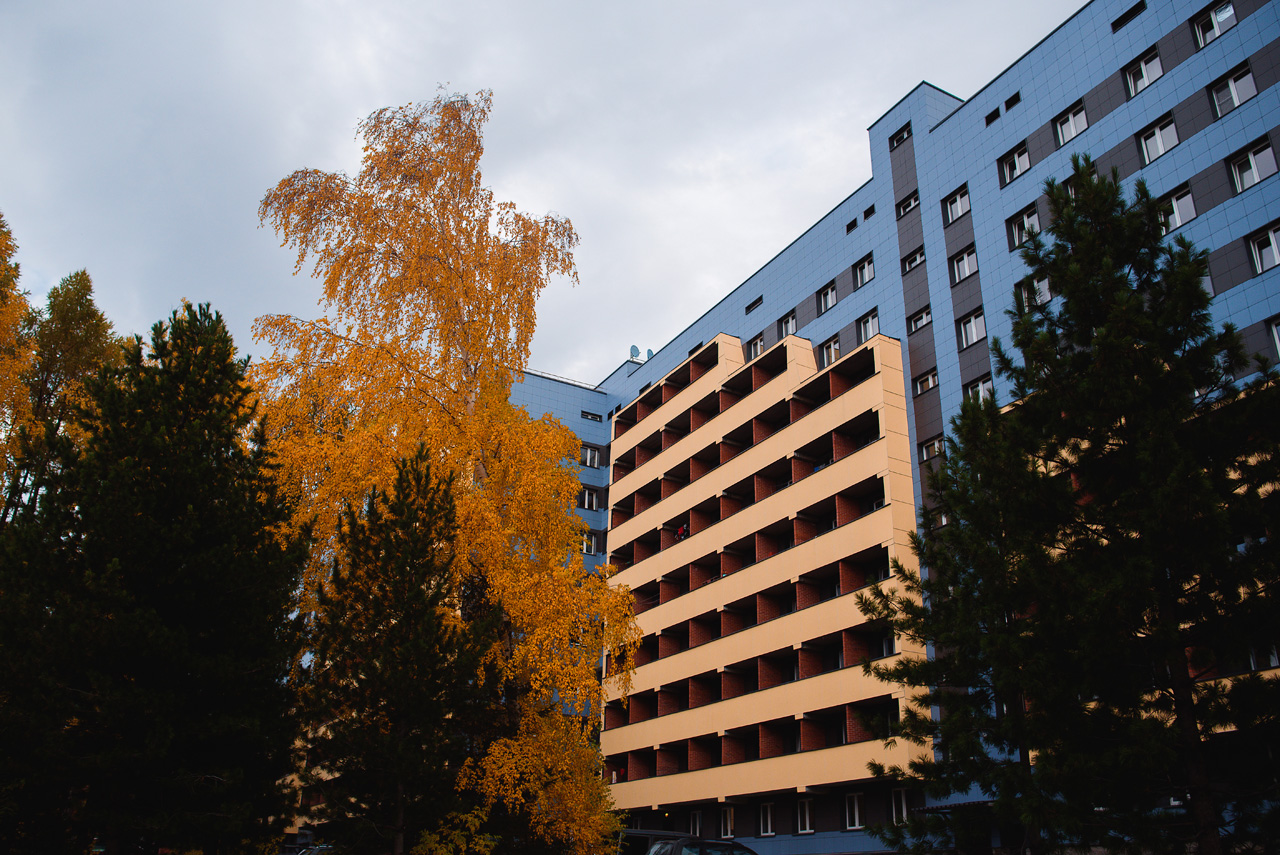
Корпус студенческого общежития НГУ в Новосибирском академгородке

Представляют собой здание (помещение) с общими спальнями или отдельными комнатами для временного проживания иногородних сотрудников одной или нескольких организаций. Общежитиями для рабочих также пользуются частные сезонные рабочие, приезжающие на временные заработки, в том числе студенты из числа студенческих отрядов.
Все общежития для рабочих, вне зависимости от условий размещения, решают свою основную задачу: обеспечить достойные условия проживания иногороднего персонала по низкой цене. У заказчика (работодателя) есть легальный комплект документов на размещение рабочих, а у персонала регистрация по месту пребывания. В отличие от «левых» общежитий, где вперемешку со студентами живут рабочие (гастарбайтеры), но на незаконных основаниях, где есть риск потери денег из-за внезапного выселения, где часть жилых помещений занимают нелегалы, которые самостоятельно договариваются с комендантами, а потом проходят рейды ФМС, в легальных специализированных общежитиях для рабочих есть полная уверенность в завтрашнем дне и в легальности проживания.
В настоящее время некоторые руководители не обращают внимание на законодательство в сфере общежитий. Используя двойственность законов, руководители могут уплотнять заселение общежитий. Бытовое неустройство в общежитиях вынуждает местные власти вводить льготы для проживающих в общежитии. К примеру, льготы на помывку в бане введены, в частности, для проживающих в общежитии ИФВЭ (решение совета депутатов Протвино от 30.01.2012 N 298/44 п.1.2).
Также к рабочим общежитиям можно отнести общежития, принадлежащие крупным (обычно производственным) предприятиям, которые успешно решают вопрос временного проживания сотрудников самого предприятия (например, тех, кто работает вахтовым методом). Отличительная черта такого рода общежитий от вышеописанного типа коммерческого общежития — проживание только сотрудников одного или нескольких связанных предприятий.

## Правовое регулирование проживания в общежитиях
Законодательство, действующее во многих странах бывшего Советского Союза, позволяет выселять из общежитий без предоставления другого жилья как учащихся учебных учреждений, так и временных и сезонных рабочих. Жители общежитий с постоянной регистрацией ранее были относительно защищены от выселений «предоставлением другого жилья». С наступлением эпохи приватизации и изменением жилищного законодательства РФ общежития предприятий и организаций не только в России, но и в других странах СНГ подверглись массовой приватизации со стороны предприятий без учёта интересов проживающих в них рабочих, с последующими массовыми выселениями. Такие действия работодателей и властей регулярно приводят к массовым акциям протеста жителей общежитий в России, на Украине и в других странах СНГ.

## Философия общежития
Как отмечает философ Е. В. Гредновская, классическое общежитие обладает свойствами «Паноптикона», описанного М. Фуко. К признакам общежития учёная относит отсутствие личного пространства, невозможность полностью распоряжаться личным временем, принудительное общение с соседями и знание их жизни, «физиологичность быта». Всё это превращает обитателей общежития в «телесных субъектов», не принадлежащих самим себе.